# ムリッチャカティカー
『ムリッチャカティカー』（サンスクリット: मृच्छकटिका Mṛcchakaṭikā）は、シュードラカ作と伝えられるインドの戯曲。全10幕。題は日本語に訳して『土の小車』（つちのおぐるま）とも。

## 概要
20世紀はじめにティルヴァナンタプラム（トリヴァンドラム）で出版され、バーサの作と伝えられる13の戯曲のひとつに『チャールダッタ』があり、『ムリッチャカティカー』はその内容を拡大したものにあたる。
序幕において作者をシュードラカという詩人とし、この人物が偉大な王であったとする。ラージャシェーカラによれば、シュードラカの生涯を記した『シュードラカカター』という作品があり、その作者のひとりの名がカーリダーサの作品中であげられていることから、カーリダーサより前の人物とされるが、序幕は後世に補作されたという説が有力であり、実際にシュードラカの作であるかどうかは議論の種になっている。
作品は零落したバラモンのチャールダッタと高級遊女のヴァサンタセーナーの恋愛を主軸とし、牛飼いアールヤカがパーラカ王を倒す話を背景とする。裁判ものの要素もある。随所にコミカルな台詞が加えられている。
インド古典劇が有名な英雄を主人公として美文の美しさを誇り、類型的であることが多いのに対し、『ムリッチャカティカー』はシチュエーションの転換と登場人物の性格描写にすぐれ、ユーモアに富む。また文章はカーリダーサと異なって簡潔な表現を好む。

## 日本語訳
- 島準人 訳「手遊車」『世界戯曲全集40 印度・支那劇集』世界戯曲全集刊行会、1928年、111-235頁。
- 岩本裕 訳「土の小車」『世界文学大系4 インド集』筑摩書房、1959年、183-274頁。

## 主な登場人物
- チャールダッタ: バラモンで、商家に住む。かつては裕福だったが、喜捨を惜しまなかった結果、現在では貧乏になっている。
- ヴァサンタセーナー: 高級遊女。チャールダッタを愛する。
- サンスターナカ: パーラカ王の妃の兄。権勢をかさにきているが無学。
- ドゥーター: チャールダッタの妻。
- ローハセーナ: チャールダッタとドゥーターの間の子。
- マイトレーヤ: チャールダッタの親友。
- パーラカ: ウッジャイン王。
- 按摩: もとチャールダッタに仕えていた。のちに出家。
- アールヤカ: もと牛飼いだが、王位につくという予言がなされたため、パーラカ王に投獄される。
- シャルヴィラカ: アールヤカの親友。

## あらすじ
チャールダッタはマイトレーヤに貧乏をかこつ。一方サンスターナカはヴァサンタセーナーを追うが、サンスターナカとともにいた廷臣がこっそりチャールダッタの家をヴァサンタセーナーに教える。ヴァサンタセーナーは悪者に装飾品を狙われていると言い、チャールダッタのもとに自分の装飾品をあずける（以上第1幕）。装飾品をあずけたのは、チャールダッタに再会するための口実だった。
博奕で金をごまかした按摩が胴元に追われてヴァサンタセーナーのもとに逃げこむ。ヴァサンタセーナーは按摩がもとチャールダッタに仕えていたことを知って彼をかくまい、追ってきた胴元に自分の腕輪を渡す。按摩は出家を決心する。
ヴァサンタセーナーの飼っていた象が暴れて大騒ぎになるが、それをうまく鎮めた男に対し、チャールダッタは上衣を与える。ヴァサンタセーナーは宝石とひきかえにその上衣を得る（以上第2幕）。
シャルヴィラカはチャールダッタの家の壁に穴をあけ、マイトレーヤが持っていたヴァサンタセーナーの装飾品を盗む。チャールダッタの妻はそれを聞いて自分の首飾りをチャールダッタに渡し、これをかわりにするように伝える（以上第3幕）。この装飾品でシャルヴィラカは愛するマダニカーをヴァサンタセーナーから受けだそうとするが、マダニカーは装飾品がヴァサンタセーナーのものであることを話す。ヴァサンタセーナーはマダニカーを自由にしてシャルヴィラカの妻とする。
そこへ、パーラカ王がアールヤカを捕えたという話が伝えられる。シャルヴィラカは友人であるアールヤカを助けに向かう。
マイトレーヤが首飾りを渡すためにヴァサンタセーナーの遊廓を訪れる。ヴァサンタセーナーはチャールダッタにあいさつに行くことにする（以上第4幕）。
嵐の中、ヴァサンタセーナーはチャールダッタのもとをおとずれる。装飾品をめぐる事情が明らかになり、ヴァサンタセーナーはチャールダッタと情を通じる（以上第5幕）。
チャールダッタの子のローハセーナは土で作ったおもちゃの車をいやがる。ヴァサンタセーナーは自分の装身具を渡して、これで黄金の車を作らせる。
チャールダッタはプシュパ・カランダカ遊園を訪れ、ヴァサンタセーナーにも後から来るように車を用意する。しかし手違いによってヴァサンタセーナーはサンスターナカのもとに行く車に乗ってしまう。
一方アールヤカはシャルヴィラカの助けによって牢獄から逃げだし、本来ヴァサンタセーナーが乗るはずだった車に乗りこむ。御者はヴァサンタセーナーが乗ったものと思いこんで走りだす。途中で検問にひっかかるが、警吏のチャンダナカはシャルヴィラカに恩があったため、アールヤカを見逃す（以上第6幕）。チャールダッタはアールヤカを助ける（以上第7幕）。
サンスターナカは自分の車にまちがって乗ったヴァサンタセーナーを発見し、彼女に迫るが拒絶されたため、怒って首を締めて殺す。サンスターナカはチャールダッタに罪を着せようとする。サンスターナカが去った後、ヴァサンタセーナーは息をふきかえし、いまは仏教の比丘になっているもと按摩に助けられる（以上第8幕）。
サンスターナカはチャールダッタを殺人の罪で訴える。最初はチャールダッタを信用していた裁判官だったが、次々にチャールダッタに都合の悪い証言が集まる。マイトレーヤは黄金の車を作らせるためにヴァサンタセーナーが渡した装飾品を返しに行こうとしていたが、チャールダッタが裁判所に呼び出されたと聞いて途中で引きかえして裁判所へ行く。サンスターナカともみ合いになり、そこで服から装飾品を落とす。サンスターナカはこの装飾品を奪うためにチャールダッタがヴァサンタセーナーを殺したと主張する。チャールダッタはヴァサンタセーナーが死んだ今となっては自分が生きていても意味がないと自棄になり、自分が殺したと自白する。パーラカ王はチャールダッタを串ざしの刑に処するように命じる（以上第9幕）。
チャールダッタがまさに刑死しようとしたとき、ヴァサンタセーナーと比丘があらわれて、事実を告げる。
シャルヴィラカが登場し、アールヤカがパーラカを倒して新しいウッジャイン王になったことを告げる。新王はチャールダッタをクシャーヴァティー王に封じる。サンスターナカが縛られて登場するが、チャールダッタは彼を赦す。チャールダッタの妻は夫に殉死しようとしていたが、チャールダッタが止めにはいる。他の登場人物にもそれぞれ恩賞が与えられ、大団円のうちに劇が終わる（以上第10幕）。